# 卑利霍市
卑利霍市是南澳州的地方政府區域，位於阿德萊德北部市郊。
卑利霍市以南澳州前州長卑利霍（Sir Thomas Playford）命名，卑利霍曾於1938年至1965年擔任南澳州州長，並對該地區之發展有所裨益。本市面積為345平方公里，人口約為九萬，是南澳州地方政府區域中發展最快的一個。
本市之格言為：「A great place to live, work and play」。

## 歷史

### 起源

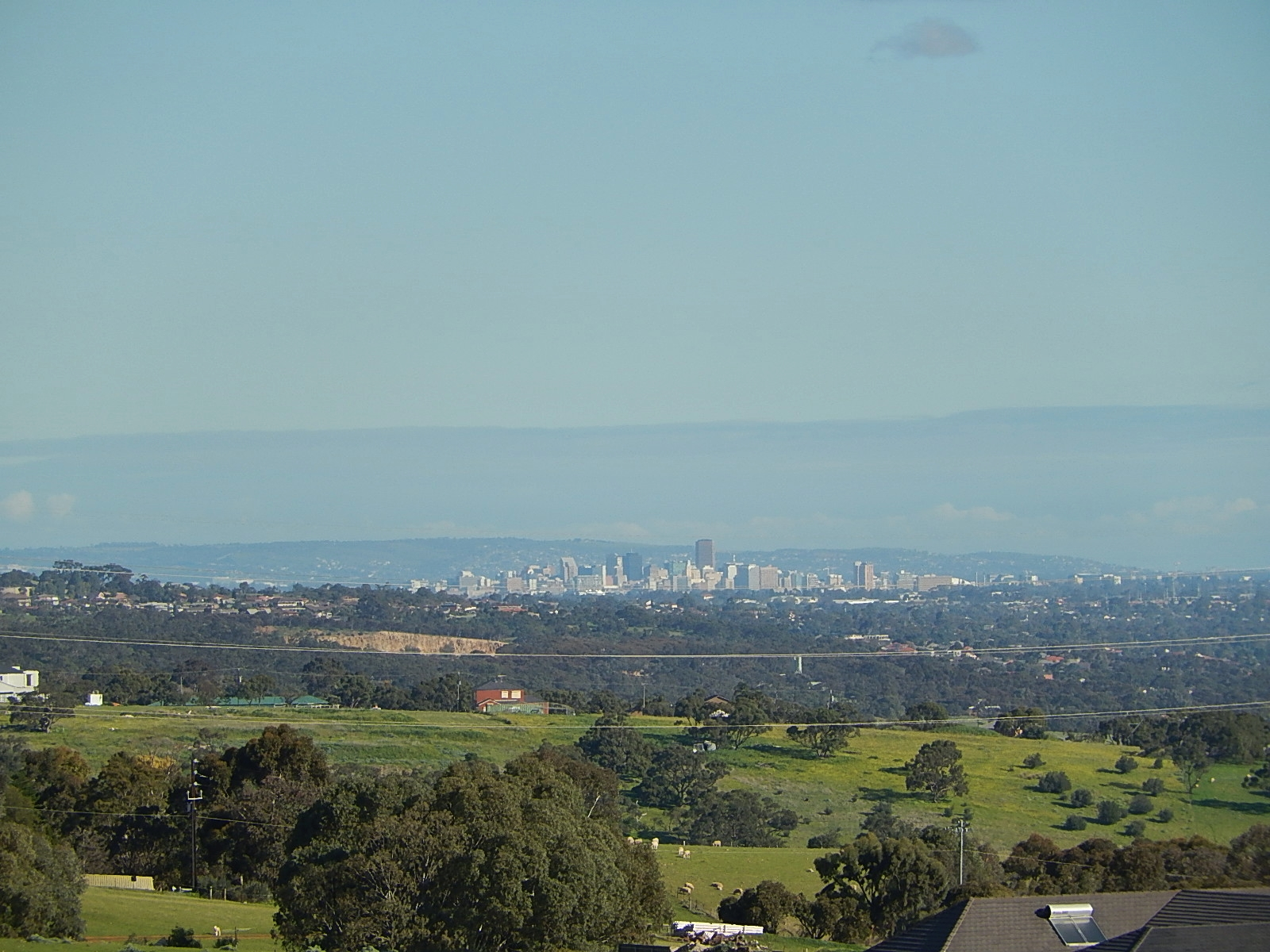
由卑利霍市的禧般眺望阿德萊德天際線。阿德萊德市中心距離卑利霍市約29.7公里（18英里）

1950年代以前，伊利沙伯和文諾巴華一帶地區都是農業用地。第二次世界大戰結束後，資源變得緊絀，南澳州政府認為本州需要發展並進行工業化。當局決定在伊利沙伯地區建置「衛星城市」，並由南澳州房屋信託購得3000英畝（1200公頃）土地及負責該區的住屋發展計劃。伊利沙伯市（英語：City of Elizabeth）於1955年11月16日成立，以英女皇伊利沙伯二世的名字命名。

### 1997年至2010年
1997年，伊利沙伯市和文諾巴華市（1988年成立）合併，組成卑利霍市。 伊利沙伯市末任市長白美蓮（Marilyn Baker），亦成為卑利霍市的首任市長。她一直擔任市長一職，直至在2006年市長選舉中敗予競選對手、文諾巴華市末任市長林壽廷（Martin Lindsell）。
1997年後，市政局計劃在市內加建房屋，希望吸納更多年輕上班族家庭遷入本市，使卑利霍市更具活力。新的市中心在此時完成建設，設施包括市政局總部、圖書館、劇院和多用途中心。另外，士美非路文諾巴華購物城亦有一個新圖書館，伊利沙伯購物中心亦重新修葺。
2003年，當局宣佈將會投入十億澳元發展桃帶地區（Peachey Belt）。計劃初時命名為卑利霍北部都市更新計劃（Playford North Urban Regeneration project），當局預計該區人口數目將會在15年之間由13000上升至30000，多數於五十年代由南澳州房屋信託發展的房屋亦會拆卸或改建，以配合該計劃的推展。 其後，該計劃更名為活化卑利霍（Playford Alive）。

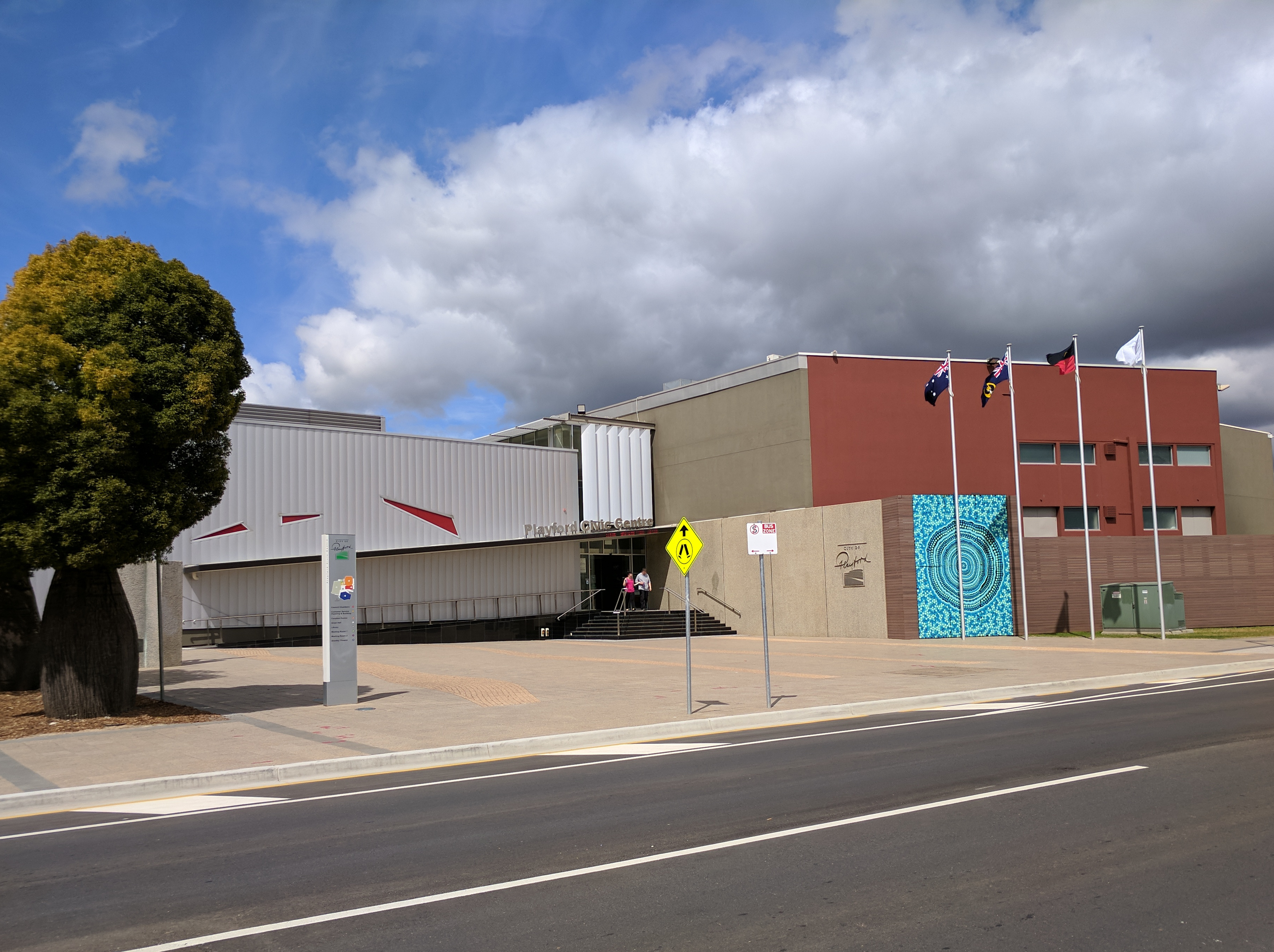
卑利霍市中心（2017年）

### 2010年至今
2010年市長選舉中，市長林壽廷被杜奇迪擊敗，後者當選後，成為本市歷來最年輕的市長。
2010年當選的市政局成員，開始在賴爾麥喬雲醫院（Lyell McEwin Hospital）附近建立卑利霍衛生專區（Playford Health Precinct）。
2011年1月開幕的SCT物流鐵路貨運站，令物流運輸可通過公路和鐵路變得更快捷方便。卑利霍市亦漸成南澳州的物流及配送中心。
2011年，達7億5千萬澳元的澳洲皇家空軍愛丁堡基地擴建項目大致完工，當中包括澳洲皇家軍團第7營（7th RAR）的設施。
市政局亦有就伊利沙伯市中心（卑利霍市主要購物區）之擴張展開討論，至2010年為止，計劃擴張該市中心至鐵路沿線以西的30至40公頃（74-99英畝）土地。
截至2011年，市政局與南澳州政府合作，已釋出大愛丁堡公園地區約1000公頃（2500英畝）工業用地，希望藉此為阿德萊德北部地區創造約38000個職位。
2011年，市長杜奇迪表示，希望讓伊利沙伯地區成為阿德萊德第二個核心經濟區。他設想市內各地區將會由低密度的商業區和「四分一畝式住宅」，發展為多層商住混合式樓宇。
2013年4月，市政局公佈「2043卑利霍社區願景」（Playford Community Vision）。
2012至2015年，市政局與阿德萊德大學合作，興建史查頓中心（Stretton Centre），該中心位於卑利霍市，研究區域創新。其「主要承租人」是阿德萊德大學的澳洲工作環境創新及社會研究中心（WISeR）。卑利霍市亦得到澳洲政府資助1130萬澳元，用於發展該研究中心。史查頓中心包括：由WISeR擁有的史查頓研究中心（Stretton Research Centre）、新的社區圖書館、公共及私人會議空間及創新設計實驗室（Innovation Design Lab），用以展示與社區有關的創新及科技成果。
杜奇迪在2014年市長選舉中，無競選對手下成功連任。

### 王室訪問
英國王室成員曾數次到訪卑利霍市（及其前身伊利沙伯市），分列如下：
- 1963年 伊利沙伯二世訪問[26]
- 1977年 伊利沙伯二世訪問[來源請求]
- 1986年 菲臘親王訪問[來源請求]
- 2014年4月 劍橋公爵威廉王子及劍橋公爵夫人嘉芙蓮訪問[26]

## 市政局

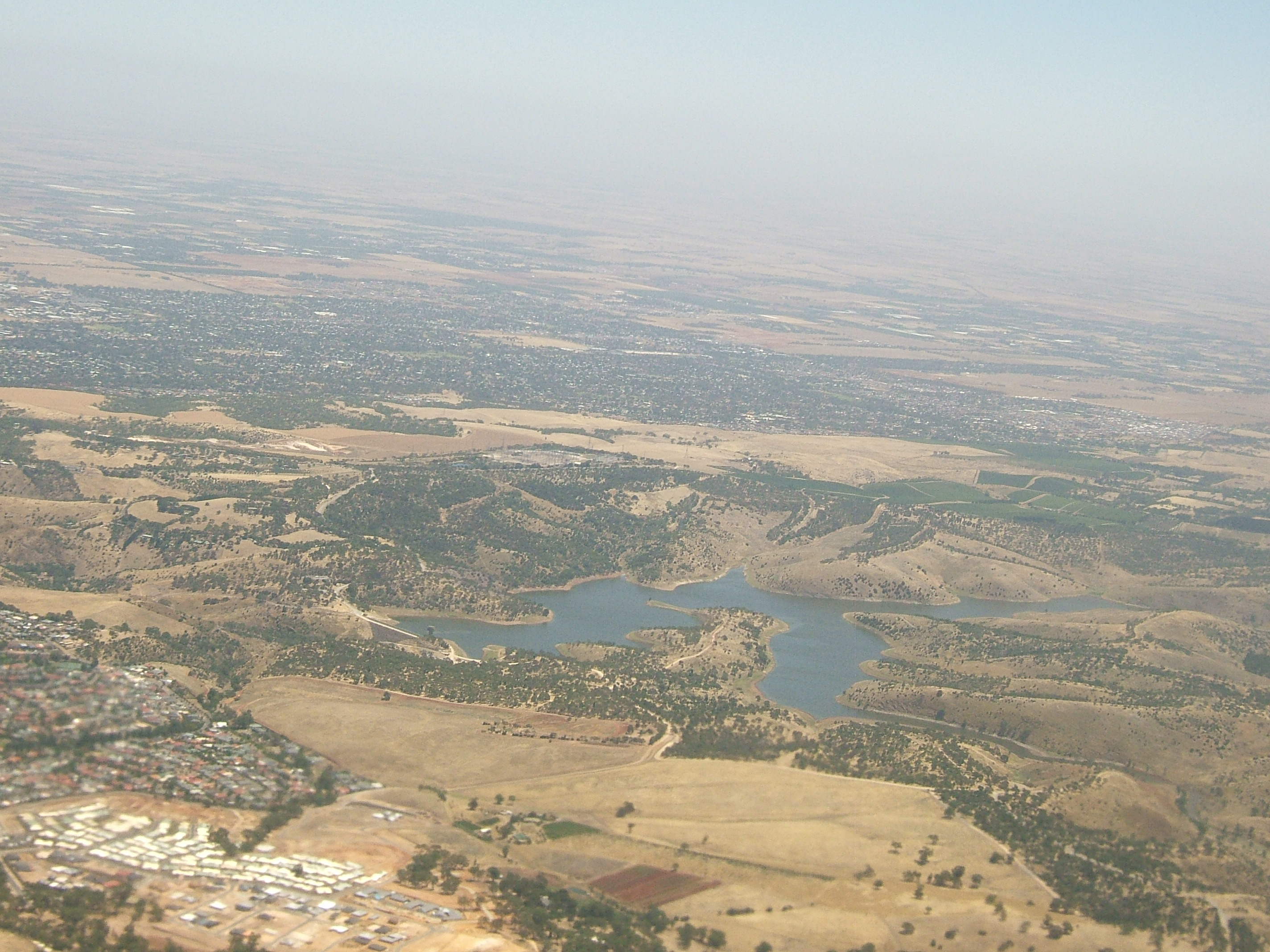
於多倫士河上空，遠望堅連威富和柏立仔水塘的景觀。
圖中水塘後方的深色地帶是卑利霍市的市郊地區。而更後方的是阿德萊德北部的市郊，與高勒河的北阿德萊德平原。

卑利霍市政局（英語：City of Playford Council）是卑利霍市的市政機關，目前連同市長共有16名議員。
下表為現屆議員：
| Ward     | Councillor              | Notes  |
| -------- | ----------------------- | ------ |
| 市長     | 杜奇迪                  |        |
| 第一選區 | Peter Rentoulis         |        |
| 第一選區 | Clint Marsh             |        |
| 第一選區 | Cathy-Jo Tame           |        |
| 第二選區 | Gay Smallwood-Smith     |        |
| 第二選區 | Jane Onuzans            |        |
| 第二選區 | Stephen Coppins         |        |
| 第三選區 | Andrew Craig            |        |
| 第三選區 | Veronica Gossink        |        |
| 第三選區 | David Kerrison          |        |
| 第四選區 | 白美蓮（Marilyn Baker） | 副市長 |
| 第四選區 | Dennis Ryan             |        |
| 第四選區 | Katrina Stroet          |        |
| 第五選區 | Misty Norris            |        |
| 第五選區 | Shirley Halls           |        |
| 第五選區 | Akram Arifi             |        |

## 地域行政分區及郵政編碼
| 地區（英）        | 地區（中）   | 郵便編號 |
| ----------------- | ------------ | -------- |
| Andrews Farm      | 晏祖農場     | 5114     |
| Angle Vale        | 晏歌谷       | 5117     |
| Bibaringa         | 必伯令嘉     | 5118     |
| Blakeview         | 卜力圍       | 5114     |
| Buckland Park     | 北蘭公園     | 5120     |
| Craigmore         | 記利摩       | 5114     |
| Davoren Park      | 達科仁柏     | 5113     |
| Edinburgh North   | 愛丁堡北     | 5113     |
| Elizabeth         | 伊利沙伯     | 5112     |
| Elizabeth Downs   | 伊利沙伯下   | 5113     |
| Elizabeth East    | 伊利沙伯東   | 5112     |
| Elizabeth Grove   | 伊利沙伯歌富 | 5112     |
| 伊利沙伯北        | 伊利沙伯北   | 5113     |
| Elizabeth Park    | 伊利沙伯公園 | 5113     |
| Elizabeth South   | 伊利沙伯南   | 5112     |
| Elizabeth Vale    | 伊利沙伯谷   | 5112     |
| Evanston Park     | 伊榮士頓柏   | 5113     |
| Gould Creek       | 高溪         | 5114     |
| Hillbank          | 禧般         | 5112     |
| Humbug Scrub      | 堪白士急     | 5114     |
| MacDonald Park    | 勿當奴柏     | 5121     |
| Munno Para        | 文諾巴華     | 5115     |
| Munno Para Downs  | 文諾巴華下   | 5115     |
| Munno Para Downs  | 文諾巴華西   | 5115     |
| One Tree Hill     | 一木山       | 5114     |
| Penfield          | 彭非路       | 5121     |
| Penfield Gardens  | 彭非路花園   | 5121     |
| Sampson Flat      | 深臣平原     | 5114     |
| Smithfield        | 士美非路     | 5114     |
| Smithfield Plains | 士美非路平原 | 5114     |
| Uleybury          | 烏利巴利     | 5114     |
| Virginia          | 維珍尼亞     | 5120     |
| Waterloo Corner   | 窩打老角     | 5110     |
| Yattalunga        | 油泰倫加     | 5114     |

## 市政局服務及設施

### 公園及康樂設施
菲文公園（Fremont Park）毗鄰伊利沙伯市中心，是市內其中一個休閒勝地。公園有一個大型湖泊，湖內有噴泉、瀑布，另有用於樂隊表演的圓形大廳及兩個遊樂場，園內亦設有成人健身設施。不少社區活動，如澳大利亞日的慶祝活動、學校假日活動、婚禮，以及其他私人活動都在此舉辦。
位於伊利沙伯的水上中心（Aquadome aquatic centre）是北阿德萊德同類型設施中規模最大的。中心設有一個50米游泳池、一個仿沙灘入口的泳池、咖啡廳、托兒所、戶外空間、大型停車場，亦方便乘搭巴士及鐵路等交通工具。2009年開幕的健康中心，設有先進的康體和健身設施。
1993年開幕的北湖高爾夫球場（North Lakes Golf Course），位於文諾巴華西，佔地5730米，設9洞，標準桿數（PAR）70桿。
位於禧般布力般路的祖嘉柏公園（Jo Gapper Park）是當地一個主要的地域公園（Regional park）。公園內，有具備照明設備的網球場、籃球場，以及遊樂場、燒烤場、涼亭和步行徑。公園也設有停車場，由黎明開放至黃昏。
市內其他綠化地帶包括：史特本希夫公園（Stebonheath Park）、畢打臣保護區（Ken Patterson Reserve）、租庇利公園（Jubilee Park）以及文諾巴華濕地（Munno Para Wetlands）。

### 圖書館
卑利霍市設有兩個圖書館，分別位於伊利沙伯和文諾巴華。

### 青少年服務
卑利霍市的青少年人口比例，在南澳州各市之中為最高。因此，市政局為青少年提供不少設施和活動，包括：
- 北部聲音系統（Northern Sound System）：一個讓青少年學習、發展創意和音樂才華的青少年中心
- 卑利霍青年諮詢委員會（Playford Youth Advisory Committee）[34] ：為12至25歲青少年表達意見的組織，在北部聲音系統隔週舉行會議
- Jibba Jabba 電台（Jibba Jabba Radio）[35] – 提供機會讓本市年青人於阿德萊德 PBA FM 電台上製作電台節目

### 廢物管理及回收
北阿德萊德廢物管理局負責提供卑利霍市的垃圾、回收、綠色廢物的收集服務。

## 運動隊伍
卑利霍市有數支運動隊伍，包括：
- 中區足球會（英语：Central District Football Club） （澳式足球 - 南澳國家足球聯盟（英语：South Australian National Football League） （SANFL））
- 卑利霍市愛國者（英语：Playford City Patriots） （足球 - 南澳州足球協會（英语：Football Federation of South Australia） 南澳大利亞州超級足球聯賽（英语：South Australian Premier League））
- 卑利霍水上俱樂部（Playford Aquatic Club, Elizabeth）

## 外部連結
- 卑利霍市官方網站（页面存档备份，存于）

34°43′S 138°40′E / 34.717°S 138.667°E